# پدرو پورو
پدرو آنتونیو پورو سائوسدا (انگلیسی: Pedro Antonio Porro Sauceda؛ زادهٔ ۱۳ سپتامبر ۱۹۹۹) بازیکن فوتبال اهل اسپانیا است که برای باشگاه تاتنهام بازی می‌کند.

وی همچنین در تیم‌های ملی فوتبال زیر ۲۱ سال اسپانیا و اسپانیا بازی کرده‌است.
او در سال ۲۰۱۷ کار خود را با تیم ژیرونا آغاز کرد. وی در سال ۲۰۱۹ با مبلغی معادل ۱۳میلیون یورو با منچسترسیتی قرارداد امضا کرد سپس به باشگاه رئال وایادولید و اسپورتینگ قرض داده شد. اولین بازی ملی بزرگسالان خود را برای تیم ملی اسپانیا در سال ۲۰۲۱ انجام داد و نامش در فهرست نهایی مسابقات لیگ ملت‌های اروپا ۲۱–۲۰۲۰ قرار گرفت.